# Karolina Gerhardinger
 
Karolina Gerhardinger, S.S.N.D. (20 de junho de 1797 - 9 de maio de 1879) (também conhecida como Madre Maria Teresa de Jesus) foi uma religiosa católica romana alemã que fundou a Irmãs Escolares de Notre Dame. Gerhardinger atuou como educadora na Baviera até o estabelecimento de sua ordem, que oferecia educação gratuita aos pobres e logo se expandiu na Europa.

O processo de canonização de Gerhardinger foi aberto em 1952 pelo Papa Pio XII, quando ela foi declarada Serva de Deus. O Papa João Paulo II a declarou Venerável em 1983 e a beatificou em 17 de novembro de 1985.

## Vida
Gerhardinger nasceu na Baviera em 20 de junho de 1797 como filho único de Willibard e Franziska Gerhardinger.
Quando jovem, seu pároco encorajou Gerhardinger a se tornar professora, assim como o bispo de Regensburg, Georg Michael Wittmann. Ela começou sua formação como professora leiga no mosteiro local das Cônegos Regulares de Notre Dame, fundado por Peter Fourier, C.R.S.A. na França do século XVII para a educação gratuita de meninas pobres. Ela desenvolveu suas habilidades como professora no mosteiro até que - como todas as comunidades monásticas - foi fechada em 1809, depois que a Baviera foi ocupada pelo exército napoleônico. Em 1812, ela conseguiu um credenciamento de ensino e começou a ensinar em uma escola para meninas em Regensburg. Em 1815 ela pediu a Wittmann orientação para entrar na vida religiosa. Incapaz de seguir essa vocação religiosa, no entanto, ela lecionou naquela escola de 1816 até 1833.
Em 1828, o governo da Baviera chegou a um acordo com a Santa Sé, que permitiu que as comunidades religiosas se restabelecessem. Gerhardinger finalmente decidiu começar uma ordem própria, dedicada à educação cristã de crianças pobres. Ela tomou como modelo as Constituições das cónegos agostinianas, mas adaptou-se a um modo de vida mais flexível do que o exigido por sua vida enclausurada.
Gerhsrdinger mudou-se com duas companheiras para começar a viver a vida religiosa em 24 de outubro de 1833 – isso viu o estabelecimento formal das Irmãs Professoras Pobres de Notre Dame, comumente chamadas de Irmãs Escolares de Notre Dame. Houve complicações iniciais para o reconhecimento oficial, mas o rei Ludwig I concedeu-lhes a aprovação para um claustro monástico em março de 1834. Ela fez seus votos religiosos na capela de Saint Gallus em Regensburg em 16 de novembro de 1835 e assumiu o nome de "Maria Teresa de Jesus". Ela acompanhou cinco religiosas em 1847 aos Estados Unidos para ajudar os muitos imigrantes alemães que estavam começando novas vidas lá em grande número, muitas vezes sem dominar o inglês. A ordem recebeu aprovação inicial em 21 de janeiro de 1854 e aprovação total do Papa Pio IX em 1865. A partir de 1850, a ordem se espalhou para a Inglaterra e outras nações européias.
Gerhardinger adoeceu em 1877, o que levou o Papa Pio a enviar-lhe um telegrama com suas bênçãos. Ela morreu em 1879 na presença de suas irmãs religiosas e do núncio papal, Cardeal Gaetano Aloisi Masella. Seus restos mortais estão alojados na Igreja de Saint James em Munique.

## Beatificação

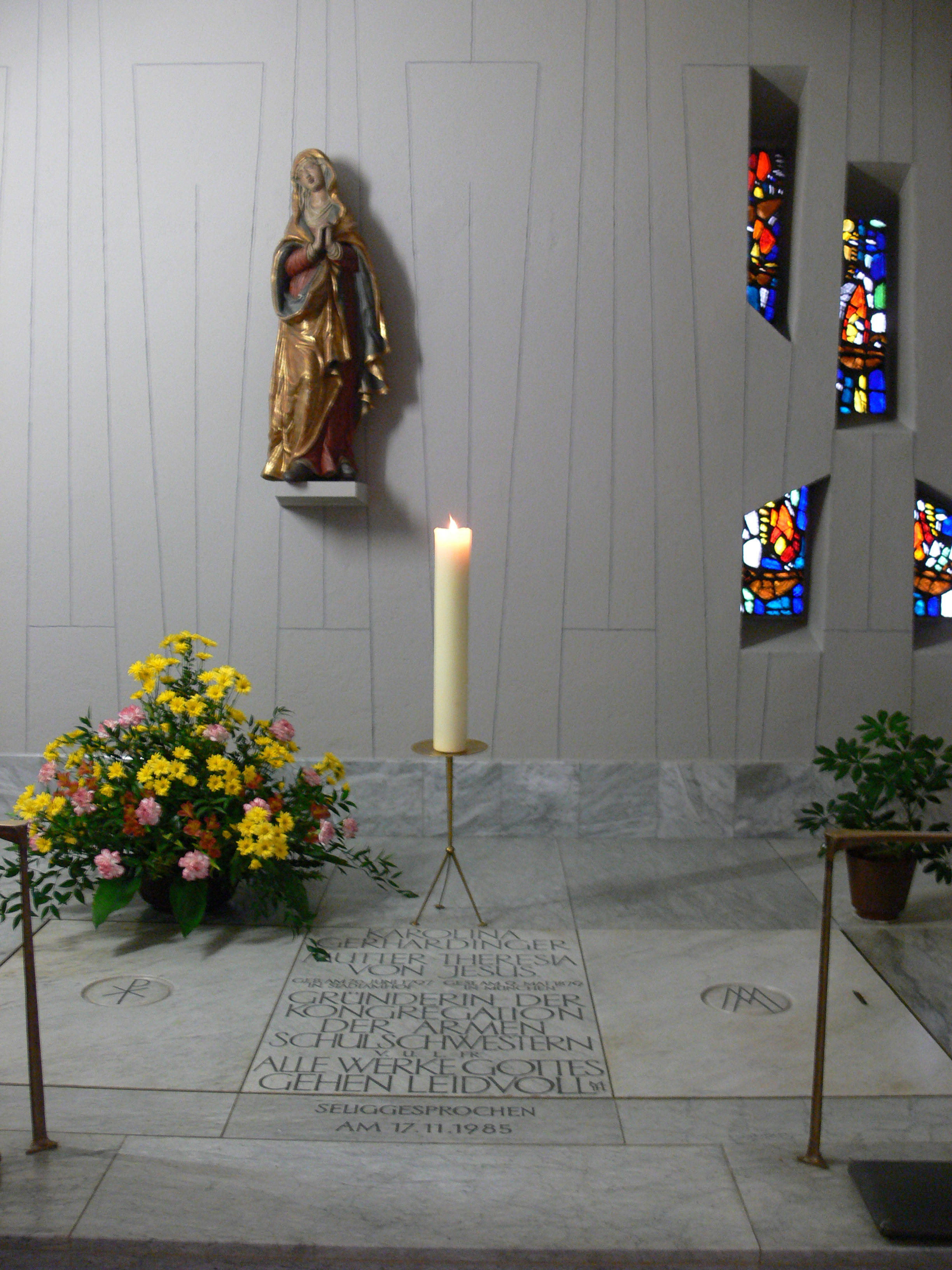
Túmulo

O processo informativo para a causa de beatificação começou em 1929, que o Cardeal Michael von Faulhaber inaugurou e depois fechou em 1932. Os teólogos aprovaram seus escritos em 22 de fevereiro de 1933, enquanto o processo apostólico foi iniciado em 1953 e concluído em 1955. A Congregação dos Ritos validou os dois processos anteriores em Roma em 31 de janeiro de 1952. A introdução formal da causa veio sob o Papa Pio XII em 11 de julho de 1952 que lhe concedeu o título de Serva de Deus.
A Congregação para as Causas dos Santos fez com que seus funcionários e consultores discutissem a causa em uma reunião em 18 de maio de 1982, na qual o conselho aprovou a causa, enquanto o bispo e os cardeais membros da CCS aprovaram a causa em 7 de dezembro de 1982. O Papa João Paulo II declarou Gerhardinger Venerável em 13 de janeiro de 1983 depois de confirmar sua heroica virtude.
O processo de investigação de um milagre atribuído a ela foi aberto e concluído na área de origem e recebeu validação da CCS em 3 de julho de 1983. O conselho médico aprovou o milagre em 8 de novembro de 1984, enquanto os teólogos consultados também expressaram aprovação ao milagre em 28 de fevereiro de 1985. A CCS aprovou o milagre em 16 de abril de 1985, enquanto João Paulo II concedeu a aprovação final à cura em 9 de maio de 1985.
João Paulo II a beatificou em 17 de novembro de 1985.